# Cyttaria espinosae
Ситтаріа еспіносе (Cyttaria espinosae) — вид грибів роду Циттаріа (Cyttaria). Гриб класифіковано у 1917 році.